# Circondario dell'Alto Sauerland
Il circondario dell'Alto Sauerland (in tedesco Hochsauerlandkreis) è uno dei circondari (Kreis) della Renania Settentrionale-Vestfalia, in Germania.
Appartiene al distretto governativo (Regierungsbezirk) di Arnsberg.

Comprende 6 città e 20 comuni.

Il capoluogo è Meschede, il centro maggiore Arnsberg.

## Geografia antropica
Il circondario comprende 10 città e 2 comuni.
(Abitanti al 31 dicembre 2021)

### Città
- Arnsberg (grande città di circondario) (73 423)
- Brilon (media città di circondario) (25 303)
- Hallenberg (4 481)
- Marsberg (19 377)
- Medebach (7 974)
- Meschede (media città di circondario) (29 608)
- Olsberg (14 410)
- Schmallenberg (media città di circondario) (24 704)
- Sundern (Sauerland) (27 511)
- Winterberg (12 427)

### Comuni
- Bestwig (10 556)
- Eslohe (Sauerland) (8 841)